# صوران
صوران (به عربی: صوران) یک منطقهٔ مسکونی در سوریه است که در منطقه اعزاز واقع شده‌است.
صوران دومین شهر بزرگ استان حماه است که از نظر نظامی نیز از اهمیت ویژه ای برخوردار است.

## خصوصیات
صوران ۶٬۹۹۸ نفر جمعیت دارد.